# 曜変天目茶碗 (龍光院)
曜変天目茶碗（ようへんてんもくぢゃわん）は龍光院所蔵の天目茶碗である。現存する3つの曜変天目茶碗のうちひとつであり、日本の国宝に指定されている。曜変天目茶碗の中では最も地味な品とされ、その輝きは「幽玄な趣」「品位においてもっとも優れる」などと評される。

## 曜変天目茶碗とは

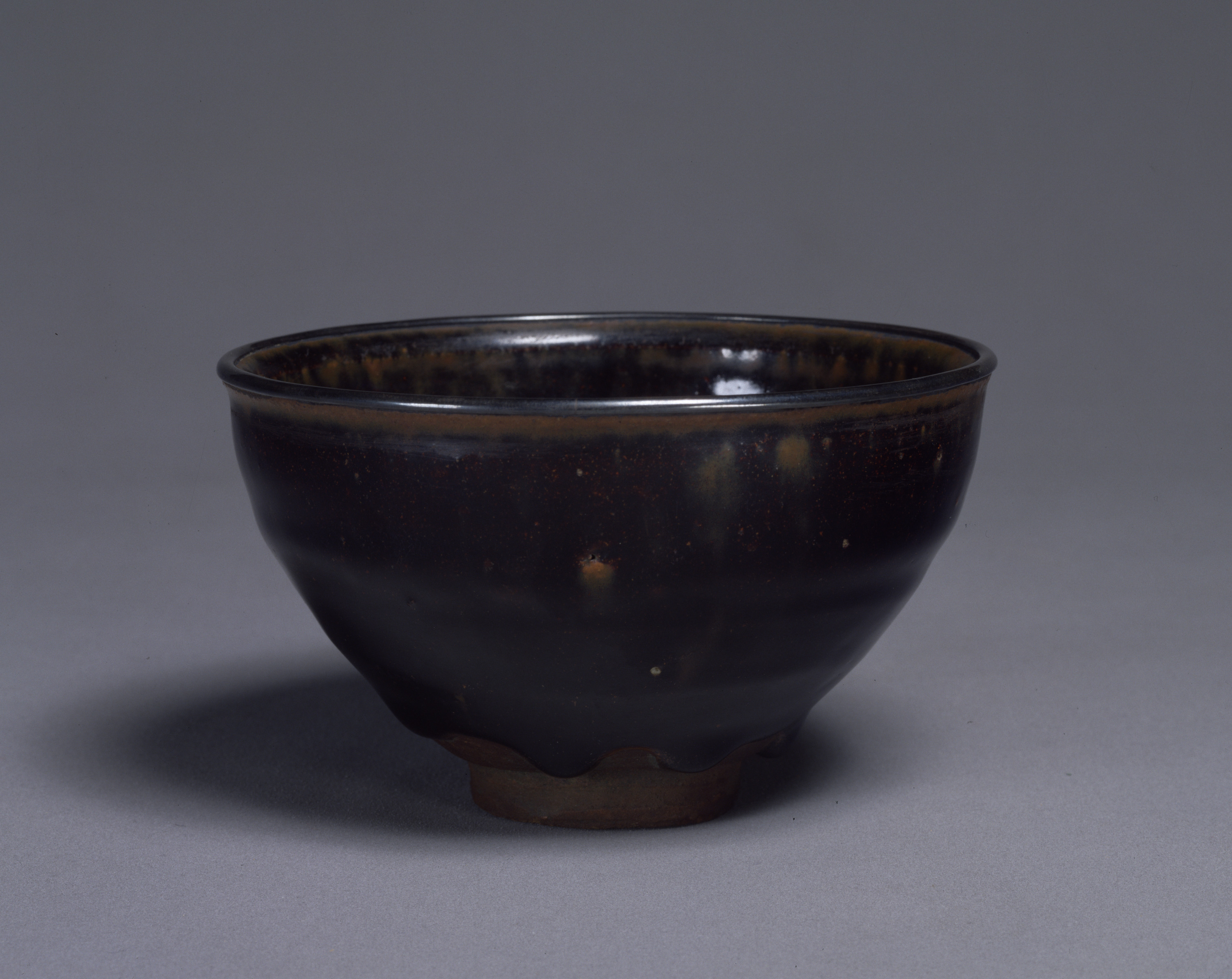
典型的な天目茶碗

曜変天目茶碗とは、中国福建省建陽市水吉鎮の建窯（けんよう）で宋代につくられた黒釉茶碗（建盞、けんさん）の一種である。「天目」は日本で鎌倉時代に生まれた語であり、黒釉茶碗の総称である。宋代の茶は白かったため、その色がよく映える黒釉茶碗は人気があり、日本においても鎌倉時代から室町時代にかけて唐物文化の代表格として主に禅宗寺院で重用された。「曜変」の語も室町時代の日本で生まれたものであり、黒釉による斑紋の周囲に青や緑や虹の鮮やかな光彩模様があらわれた茶碗を指す言葉である。曜変は建窯中での偶然の変化（窯変、ようへん）によってもたらされたと考えられており、曜変があらわれるメカニズムは2019年現在も解明されていない。曜変天目茶碗の現存する完品は世界に3品のみ、そのすべてが日本に存在し、いずれも国宝に指定されている。3品はそれぞれ静嘉堂文庫（東京）、藤田美術館（大阪）、龍光院（京都）が所蔵している。本記事ではそのうち龍光院所蔵のものについて詳述する。

## 外観

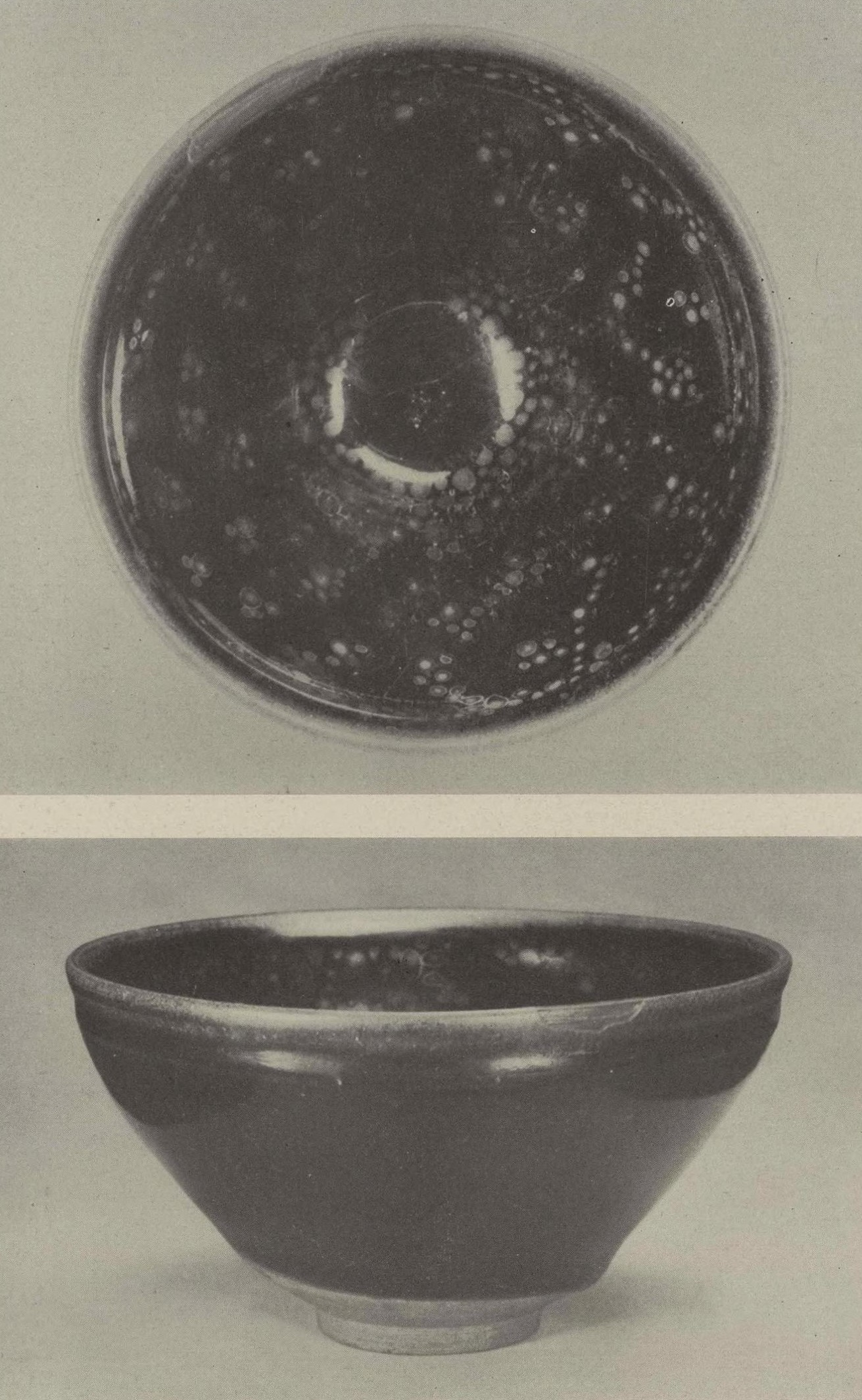

寸法は高さ6.6cm、口径12.1cm、高台径3.8cmである。
形状は典型的な天目形（てんもくなり）である。すなわち、低く小さい高台には施釉せず（土見せ）、器形は漏斗状（外へ向かって開いている）で、口縁部がすぼまっている（鼈口、すっぽんぐち）形状である。外側の黒釉は高台付近で釉溜まりになっている。高台は土見せになっており灰黒色の素地土が見えるほか、他の曜変天目に比べてわずかに低く、畳付きの幅も狭い。素地土は他の曜変天目2碗よりも細かく緻密である。見込みには茶筅ずれおよび貫入がみられ、側面全体には特徴的な網目状の貫入が生じている。
漆黒の黒釉が厚くかかっており、茶碗外部は無文である一方、茶碗内部の全面に斑紋があらわれている。本品は斑紋が比較的小さいのが特徴である。銀色の斑紋が口縁部近くでは星雲状に長く連なり、下方側面では3つ4つの斑紋の集まりがセットになって等間隔に連なっている。底部の周辺には斑紋が密集しており、これは他の曜変天目茶碗と同様である。口縁部および底部の斑紋の周囲には青や藍の光彩があらわれるが光り方は穏やかであり、これは本品の特徴である。口縁部は黒釉が非常に薄く、黒釉の下に茶褐色の素地が透けて見える。

## 付属物
包物（白羽二重蒲団）と2重の外箱が付属している。外箱は桐製で江月宗玩による「曜変天目」の書付があり、内箱は黒塗りで茶碗型、鍵付きである。

## 来歴
本品はもともと大坂・堺の大通庵という寺院に所蔵されていた。大通庵は天王寺屋の津田宗及が父宗達の菩提寺として創建した。なお、大通庵以前の来歴は不明である。その後、宗及の次男であり大徳寺一五六世である江月宗玩が龍光院の開山にあたって同寺へと伝え、その後400年にわたって同寺に所蔵され続けた。2019年現在でも同寺の所蔵となっている。なお、同寺は黒田長政が父如水の菩提を弔うために1606年に創建したものであり、大徳寺の住持である春屋宗園が開山したものの、高齢であった宗園の代わりに、宗玩が実務を担っていた。彼はのちに龍光院の二世となっている。龍光院住職の小堀月浦は、同寺が本品を所蔵し続けられた理由として「近代まで龍光院は住職1人ではなく、輪番制で同格の3人を寺の責任者としたこと」があるのではないかと推測している。龍光院は拝観謝絶の寺院であり、本茶碗も非公開となっている。そのため、国宝3椀の中でも見られる機会は最も少ない。
1908年4月23日に国指定重要文化財に、1951年06月9日に日本の国宝に指定された。

## 評価
本品は曜変天目茶碗 (静嘉堂文庫)および曜変天目茶碗 (藤田美術館)と共に曜変天目の三絶と並び称され、『大正名器鑑』では大名物とされている 。
矢部良明は本品の曜変を「曜変天目茶碗三碗のなかでは最も地味」と評価している。長谷川祥子は本品について「幽玄な趣をたたえ、品位においてもっとも優れるとされる」と述べている。橋本麻里は「曜変天目の中は最も静かな、侘びた」品であると評価している。NHKの矢野正人は太陽光のもとで見た本品について「他の二碗にくらべてもっとも反射光が強く、見込みには一面に猫の足跡のような銀白色の斑点（星紋）が浮かび、口縁部内側にある瑠璃色の深さ、鮮やかさでは明らかに他の二碗をしのいでいた」と形容し、「一見地味でおとなしいが、よく見ると次々に新しい発見があり、興趣が尽きないところがある。深山幽谷のせせらぎの清らかさにも似た清冽な印象を受けた」と評価している。